# Schlacht um Quiberon
Die Schlacht um Quiberon fand 1795 während der Kämpfe der Chouannerie statt. Primär ging es dabei um die Wiedereroberung des von den Royalisten besetzt gehaltenen Fort de Penthièvre (von den Republikanern „Fort Sans-Culotte“ genannt), das den Zugang zur Halbinsel Quiberon beherrschte. Es war die letzte Kampfhandlung, die im Zuge der sogenannten „Expedition nach Quiberon“ (L’expédition de Quiberon) durch monarchistische Konterrevolutionäre stattfand.

## Hintergründe
Die nach England geflüchteten royalistischen Anhänger unternahmen hier einen Versuch, den Aufstand der Vendée ausnützend, mit Hilfe einer von ihnen aus allen möglichen Quellen aufgestellten eigenen Armee in Frankreich wieder zur alten Ordnung zurückzukehren und die Monarchie zu restaurieren. Von England nur halbherzig unterstützt und dilettantisch geplant, geprägt von Eifersüchteleien und Streitereien der adeligen Herren, war der Versuch von Anfang an zum Scheitern verurteilt.
Im Gefecht bei Plouharnel am 16. Juli wurden die Royalisten (franz. als émigrés – Emigranten bezeichnet) zurückgeschlagen. Der republikanische Général Hoche rief einen Kriegsrat zusammen, in dem erkannt wurde, dass vor einem weiteren Vorgehen auf die Halbinsel zuerst das Fort de Penthièvre eingenommen werden müsse, da dieses den schmalen Flaschenhals mit dem einzigen Weg auf die Halbinsel versperrte. Am selben Tag erhielten die Royalisten jedoch Verstärkungen von 1500 Mann unter dem Kommando von Charles de Sombreuil. Dazu kamen die 2000 Mann der Division von Louis Charles d’Hervilly sowie mehr als 5000 Chouans auf der Halbinsel, was eine royalistische Gesamt-Truppenstärke von 8000 bis 9000 Mann ausmachte. Hoche standen mehr als 15.000 Mann zur Verfügung, die in Lorient und Vannes konzentriert waren. Allerdings musste man, um auf die Halbinsel zu kommen, zuerst die britischen Schiffsgeschütze und das Fort de Penthièvre passieren. Die Pionieroffiziere wollten eine reguläre Belagerung zur Einnahme des Forts unternehmen, aber Hoche hielt nichts davon und setzte auf den Überraschungseffekt.

## Beginn der Operationen
Am gleichen Tag waren drei republikanische Soldaten der 41e demi-brigade de bataille (vormals 1. Bataillon des 41e régiment d’infanterie ci-devant „La Reine“) beim Stab anwesend. Es handelte sich um die Sergents-major Antoine Mauvage und Nicolas Litté sowie den Kanonier David Goujou. Sie gehörten zur Garnison des Forts, die vor den Royalisten kapitulieren musste. Vor die Wahl gestellt, entweder in die royalistische Armee einzutreten oder nach England in Kriegsgefangenschaft zu gehen, wählten sie ersteres. Zur neuen Festungsbesatzung eingeteilt, waren sie desertiert, um sich wieder den Republikanern anzuschließen. Die drei Männer behaupteten, dass die Mehrheit der Garnisonssoldaten bereit war, sich gegen die Royalisten zu wenden, und boten an, die republikanischen Truppen zu führen, um das Fort zu überraschen.

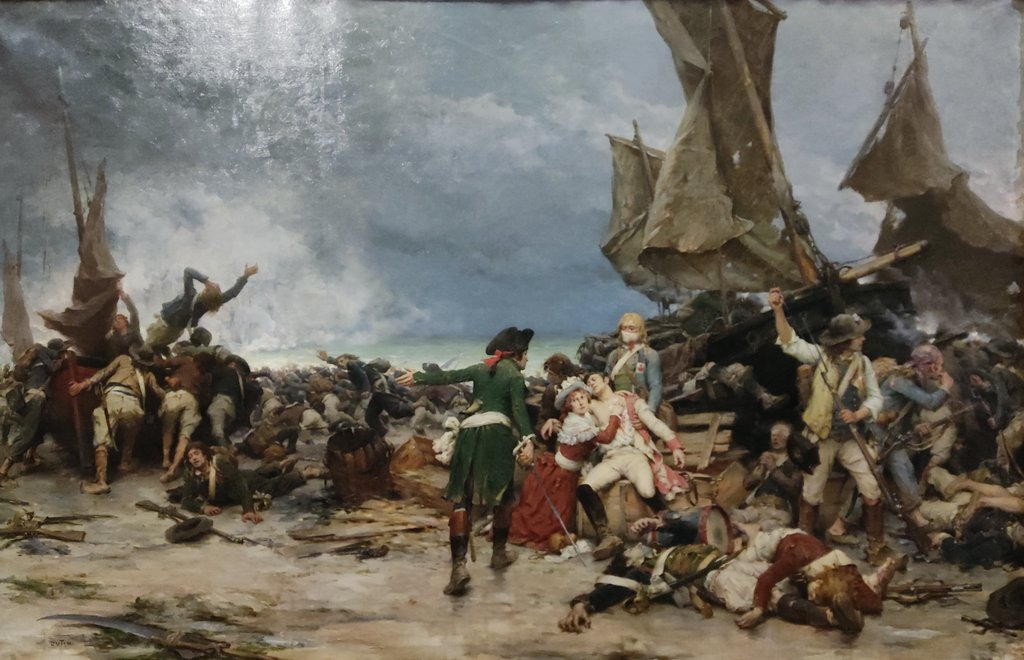
Épisode des Desasters auf Quiberon (Gemälde von Pierre Outin, 1889)

Hoche zögerte, er fürchtete eine Falle und unterzog die drei Männer einer intensiven Befragung. Schließlich schlug der Kanonier Goujon vor, zur Erkundung der Angelegenheit in die Festung zurückzukehren. Er kam dann mit einem positiven Ergebnis zurück. Diese Aussagen überzeugten schließlich Hoche, der sich entschied, den Überraschungsangriff zu versuchen. Der lange, dünne Sandstreifen, der das Dorf Sainte-Barbe vom Fort de Penthièvre trennte, wurde jedoch von Commodore Warrens britischer Flotte bewacht.
Hoche beschloss, auf starken Wind und raue See zu warten, damit sich die Schiffe von der Küste entfernen würden, um nachts einen unbemerkten Angriff unter der Nase der Engländer durchzuführen. Die drei Deserteure kehrten nach Fort de Penthièvre zurück, um ihre Gefährten zu warnen. Der Angriff wurde für die Nacht vom 19. auf den 20. Juli festgesetzt. Am 19. Juli gab Hoche in Vannes Instruktionen an seine Offiziere.

„Die Halbinsel Quiberon wird heute, am 1. thermidor um 11 Uhr am Abend angegriffen.
Der Général Humbert wird sich an der Spitze von 500 Elitesoldaten seiner Vorhut in Richtung auf das Dorf Kerostin bewegen. Geleitet von einem Führer, den ich ihm schicken werde, wird er bei Ebbe die Landzunge passieren und dabei das Fort de Penthièvre rechts und die englische Flotte links liegen haben. Er wird in zwei Kolonnen marschieren, mit dem geringsten Lärm und dem geringstmöglichen Abstand zueinander.
In der Nähe des Dorfes angekommen, wird er scharf nach rechts abbiegen und sich schnell zur Festung bewegen und diese nach dem Überwinden der Palisade einnehmen; er wird alles, was dort gefunden wird, niedermachen, ausgenommen diejenigen, die sich seiner Truppe anschließen wollen. Die Offiziere, Sergents d’infanterie und die Artilleristen haben keine Gnade zu erwarten.
Der Général Botta wird Humbert mit dem gleichen Auftrag und dem Rest der Vorhut folgen. In Kerostin werden alle Bewaffneten, sobald sie aus den Häusern kommen, erschossen. Unbewaffnete Soldaten werden in unseren Reihen freudig aufgenommen, Offiziere und Unteroffiziere werden auf der Stelle erschossen.
 Bei Ankunft auf der Halbinsel werden die beiden Offiziere den gegnerischen Truppen zurufen: ‚Legt die Waffen nieder! Kommt zu uns, den Patrioten!‘
Adjudant-général Mesnage wird Humberts Angriff unterstützen, indem er die Hauptmacht des Feindes selbst angreift; er wird sie überrennen und sie zum Fort zurückdrängen. Die Palisade wird überquert, und er wird mit seinem linken Flügel dem Graben bis zur Kehle folgen.
Mesnage wird keinen Schuss abgeben; er wird alles, was er an Feinden findet, bajonettieren. Die Elite von Général Valletaux wird die Truppe sein, die diesen Angriff ausführen wird.
Valletaux unterstützt den Angriff von Mesnage mit dem Rest seiner Brigade; er wird dafür sorgen, dass er so nah wie möglich an die Festung herankommt, um seinem Feuer zu entgehen.
Humbert wird genau um Mitternacht auf der linken Seite starten, Mesnage auf der rechten Seite eine Viertelstunde später. Die zwei Kolonnen werden der Flut folgen, auch wenn sie ein wenig im Meer marschieren müssen.
Der Général Lemoine steht mit seiner Brigade auf Höhe der Vorhut. Es stellt ein Bataillon mit zwei Vierpfünder-Kanonen zur Unterstützung auf Höhe der Kolonne Valletaux ab.
 Die Wache des Feldlagers wird von zwei Reservebataillonen und dem 3. Bataillon der Demi-Brigade gebildet. Sie steht unter dem Kommando von Général Drut.“

## Die Schlacht

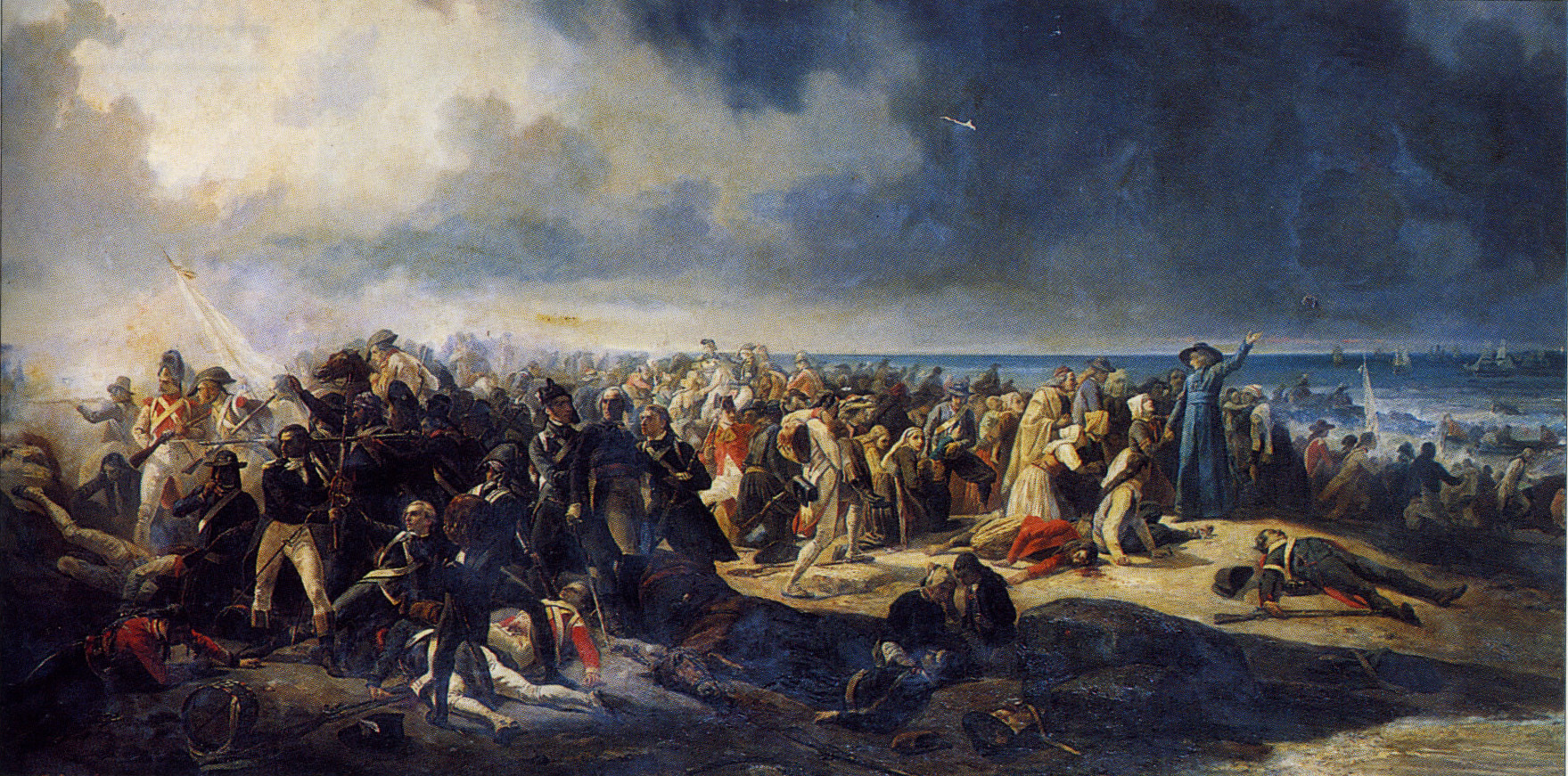
Gefecht bei Quiberon (Gemälde von Jean Sorieul, 1850)

Hoche setzte den Angriff auf die Nacht des 20. Juni fest. Das Fort de Penthièvre wurde von 4000 Mann verteidigt – Emigranten und Chouans –, gedeckt von den Geschützen einer britischen Flotte. Er wusste jedoch, dass viele Soldaten der Armee der Emigranten Republikaner waren, die mit Gewalt in die royalistischen Truppen gepresst worden waren und die bereit waren, ihm das Fort auszuliefern. Dennoch wurden die republikanischen Truppen mit Artilleriefeuer begrüßt, und Hoche zog schnell vor, aufzugeben, und ordnete den Rückzug an, da er glaubte, dass die Überläufer nicht reagiert hätten.
Adjudant-général Jacques Mesnage hingegen umrundete das Fort auf der Seeseite und schaffte es, mit seinen Männern die Mauern zu besteigen. Viele Überläufer schlossen sich ihm an und wendeten ihre Waffen gegen die Royalisten, eine große Anzahl der Verteidiger wurden massakriert.
Nachdem Hoche die Trikolore auf dem Fort bemerkt hatte, widerrief er seinen Rückzugsbefehl und befahl den erneuten Angriff, obwohl die Verteidiger des „Régiment de Rotalier“ die Kämpfe im Inneren des Forts ignorierten und weiterhin auf die Truppe von Hoche schossen. Nachdem das Fort erobert war, wurde Mesnage von Hoche beglückwünscht und zum Général de brigade befördert.
Die Briten versuchten dann, das Feuer von ihren Schiffen aus zu eröffnen, aber einige Schüsse trafen sowohl die Royalisten als auch die Republikaner oder sogar unbeteiligte Zivilisten. Joseph de Puisaye (der royalistische Truppenkommandeur), befahl seinen Männern, die verzweifelte Situation beurteilend, sich wieder einzuschiffen und an Bord des Flaggschiffs zu gehen, um die Niederlage zu begrenzen: er wurde später der Desertion beschuldigt, um sein Leben zu retten. 2500 der Emigranten und Chouans konnten mithilfe der britischen Ruderboote evakuiert werden. Nördlich der Halbinsel schlossen sich mehrere Soldaten der ersten Emigranten-Division den Republikanern an, die anderen ergaben sich nach kurzem Widerstand.
Der Fortschritt der Republikaner auf der Halbinsel konnte nicht mehr aufgehalten werde, nur Sombreuil und seine Männer versuchten, in die Enge getrieben, einen letzten Widerstand bei Port-Haliguen. Am frühen Morgen des 21. Juli begannen Hoche und Sombreuil Verhandlungen. Die Royalisten kapitulierten kurz darauf nach dem republikanischen Versprechen, das Leben aller royalistischen Soldaten zu schonen, was allerdings nicht eingehalten wurde.

## Bilanz

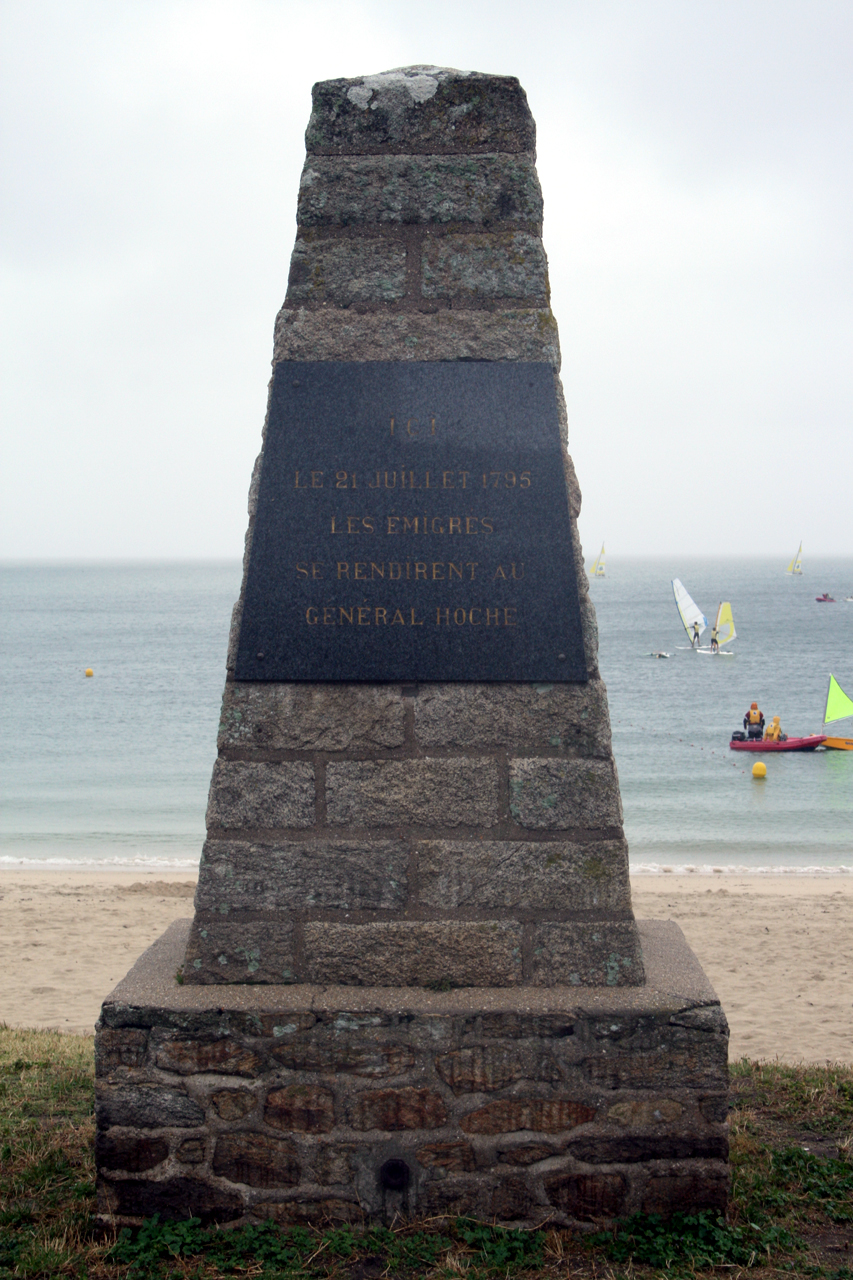
Monument zur Erinnerung an die Zerschlagung der royalistischen Streitkräfte durch Général Hoche am Strand bei Fort Neuf in Port-Haliguen

Nach den Angaben von Hoche hatten die Republikaner lediglich Verluste von zehn bis 15 Gefallenen und 300 Verwundeten zu verzeichnen (von den Verwundeten seien jedoch noch eine Anzahl an ihren Verletzungen gestorben, einschließlich des General de brigade Pierre-Paul Botta). Der Politiker und Journalist Jean Tallien dagegen gab die Zahl der Gefallenen mit nicht mehr als 20 und die der Verwundeten mit 60 an.
Nach Hoche waren 160 der Royalisten im Kampf gefallen, um die 100 Soldaten und 700 Zivilisten ertrunken. 2600 Chouans und 2662 Emigranten gerieten in Gefangenschaft. Davon waren 278 Offiziere, 260 royalistische Soldaten, 792 Bürger aus Toulouse sowie 1632 republikanische Zwangsverpflichtete (als Deserteure bezeichnet), die keine Gelegenheit hatten, während der Schlacht wieder die Seite zu wechseln. 575 der Gefangenen gehörten dem Adel an.
Bei Général Louis Lemoine wurden 2848 republikanische Soldaten aus dem royalistischen Truppenkontingent wieder in die Armee der Republik eingegliedert. 1216 hatten bereits während der Kämpfe die Seite gewechselt.
1327 Chouans, 902 Royalisten und 890 Zivilisten konnten auf die britischen Schiffe entkommen. Die Royalisten wurden auf die Île d’Houat, die übrigen in der Gegend von Lorient an Land gesetzt, wo sie aber bald von den Republikanern wieder eingefangen wurden. Insgesamt gerieten 2662 Royalisten sowie 5000 Chouans und Zivilisten in die Hände der Republikaner.

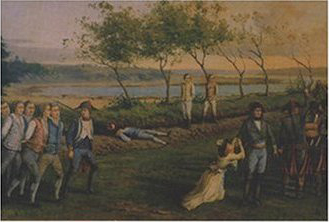
Die Exekutionen in Vannes (Gemälde von R. de Coueson, 1895)

Gemäß den geltenden Gesetzen der Republik wurden die Royalisten, die mit der Waffe in der Hand angetroffen wurden, exekutiert. Hoche konnte jedoch von der Convention nationale die Begnadigung der meisten der Chouans erwirken. Die Zivilisten (Frauen, Kinder, Alte) wurden unverzüglich nach Hause geschickt. 4929 Gefangene wurden verhört, 2000 Chouans gegen Lösegeld freigelassen und 3180 weitere zu Gefängnisstrafen verurteilt.
400 Gefangene verstarben an ihren Verwundungen oder an Krankheiten.
Die Royalisten kamen nicht so glimpflich davon, 757 wurden zum Tode verurteilt, einschließlich Charles de Sombreuil, neun Personen konnten fliehen. 80 der Royalisten wurden zu Gefängnisstrafen verurteilt, der Rest wurde freigesprochen.
Insgesamt wurden 748 Personen, davon 627 Royalisten einschließlich der Geistlichen, und 121 Chouans füsiliert.
222 Gefangene wurden in Auray, 259 in Vannes und 167 in Quiberon hingerichtet.